# Новослободское (Путивльский район)
Новослободское (укр. Новослобідське) — посёлок,
Мазевский сельский совет,
Путивльский район,
Сумская область,
Украина.
Код КОАТУУ — 5923884802. Население по переписи 2001 года составляло 183 человека.

## Географическое положение
Посёлок Новослободское находится на одном из притоков реки Ольшанка,
ниже по течению на расстоянии в 1 км расположено село Почепцы.
На реке большая запруда.
Рядом проходит автомобильная дорога Т-1908.